# Боб Андерсон (гравець у дартс)

Роберт Чарлі «Боб» Андерсон (англ. Bob Anderson, нар. 7 листопада 1947)  — колишній англійський професійний гравець в дартс, чемпіон світу (BDO) з дартсу.

## Життєпис
До дартсу займався метанням списа, був вибраний в національну збірну на Олімпійські ігри 1968, проте, не зумів там виступити через травму, після чого перейшов у дартс.